# Hasanşeyh, Meram
Hasanşeyh là một xã thuộc quận Meram, tỉnh Konya, Thổ Nhĩ Kỳ. Dân số thời điểm năm 2011 là 245 người.